# János Bolyai
János Bolyai (Cluj-Napoca, 15 de dezembro de 1802 — Târgu Mureș, 27 de janeiro de 1860) foi um matemático húngaro, conhecido por seu trabalho em geometria não-euclidiana.
Entre 1818 e 1822, estudou no Royal College of Engineering, em Viena. Em 1832 publicou um tratado global sobre a geometria não-euclidiana, sem saber que três anos antes Nikolai Lobachevski havia publicado um estudo semelhante, de modo que os seus resultados matemáticos não foram merecidamente reconhecidos.
Matemático e militar húngaro nascido em Kolgzvár, Hungria, hoje Cluj, Roménia, além de hábil violinista e exímio espadachim, foi um excelente matemático e um dos fundadores da geometria não-euclidiana, onde provou o postulado do paralelo euclidiano. Filho de Farkas Bolyai, um professor de matemática de destaque e amigo de Gauss, era dotado de um espírito extremamente observador e teve sua educação física e intelectual primorosamente acompanhada pelo pai. Aos 9 anos, quando seu pai decidiu mandá-lo para a Escola, já demonstrava ser um superdotado em ciências em geral, especialmente em matemática, e tocava violino. Aos 12 tornou-se um estudante normal do Colégio Calvinista de Marosvásárhely, saltando os três primeiros períodos e começou no 4º ano. Decidiu-se por uma carreira em engenharia militar e entrou para a Academia Imperial de Engenheiros de Viena (1818), onde os seus trabalhos se concentraram basicamente no desenvolvimento de uma geometria não-euclidiana, que negava os postulados de Euclides sobre as paralelas. Ele não foi enviado para o serviço de destacamento, mas juntamente com seis outros distintos cadetes, foi-lhe facultado frequentar um curso adicional para receber treino especial em arquitetura e fortificações militares. Foi comissariado para sub-tenente (1823) e enviado para a Fortificação de Temesvár e logo depois escreveu a seu pai sobre sua ideia básica de um novo sistema geométrico. Decepcionado pela falta de valorização de Gauss às suas teorias ao ler os seus manuscritos, não voltou a publicar nenhum trabalho, reformou-se com a sua pensão de capitão do Exército (1833) e isolou-se. Morreu vitimado por uma pneumonia, em Marosvásárhely, Hungria, hoje Târgu Mures, România e, assim, a importância de seus trabalhos só foi reconhecida postumamente.
O asteroide 1441 Bolyai é assim denominado em sua lembrança.